# Щастливият Великден
Щастливият Великден (на френски: Joyeuses Paques) е френски филм от 1984 година, комедия на режисьора Жорж Лотнер. Участват Жан-Пол Белмондо, Софи Марсо и Мари Лафоре.

## Сюжет
Стефан Маржел е успешен бизнесмен и непоправим женкар, след като изпраща жена си до летището да посети майка си, веднага среща осемнадесет годишната очарователна Жули, която току-що е преживяла раздяла с гаджето си. Той я завежда в дома си по нейно желание, но жена му внезапно се завръща. Опитвайки се да се измъкне, Стефан представя момичето за своя дъщеря, която уж е дошла да информира баща си за непредвидената си бременност.

## В ролите
| Изпълнител          | Роля             |
| ------------------- | ---------------- |
| Жан-Пол Белмондо    | Стефан Маржел    |
| Софи Марсо          | Жули             |
| Мари Лафоре         | Софи Маржел      |
| Рози Варт           | Марлен Шатеньо   |
| Мишел Бон           | Русо             |
| Мари-Кристин Декуар | Мадмоазел Фльори |